# Gentianella fimbrilinguis
Gentianella fimbrilinguis är en gentianaväxtart som beskrevs av Guy L. Nesom. Gentianella fimbrilinguis ingår i släktet gentianellor, och familjen gentianaväxter. Inga underarter finns listade i Catalogue of Life.